# Christian Ponce
Christian Ponce Ortiz (29 de octubre de 1989, Vega Alta), conocido artísticamente como El Sica, es un cantante de reguetón y rap puertorriqueño, que formó parte de los sellos discográficos Rottweilas Inc. de Cosculluela y Pina Records, siendo uno de los precursores del género musical trap latino. Ha sido compositor de varios artistas en el género, colaborando con ellos o apareciendo en los créditos como escritor.
En 2015, junto al apoyo de Héctor Delgado, comenzó en el cristianismo, y luego de diversas decisiones como abandonar la música o retomarla en el ámbito secular, en 2020 volvería a la escena musical, esta vez, con contenido cristiano.

## Carrera musical

### Inicios
Su incursión musical iniciaría a sus 16 años como corista del rapero Ñengo Flow en el concierto de Sangre Nueva. En 2013, tras firmar un contrato con el sello discográfico Rottweilas Inc., propiedad del rapero Cosculluela, logró tener buena crítica por parte de sus fanáticos, aunado a sus composiciones en guerra lirical con el rapero Pusho. En esta etapa, pudo colaborar con Daddy Yankee, Farruko, Cosculluela y Kendo Kaponi.

### Flawless Victory Inc. (2013-2014)
En ese mismo transcurso de tiempo, dejó la compañía de Cosculluela para comenzar a trabajar desde su propio sello discográfico llamado Flawless Victory Inc. Después de colaborar con artistas como De La Ghetto y Guelo Star, en el 2014 anuncia su retiro del género urbano, para comenzar su camino en el cristianismo. Seguidamente, aproximadamente casi un año después, El Sica volvió a la escena musical urbana con su mixtape Prueba académica.
En ese tiempo, la carrera del artista estuvo rodeada de conflictos y tiraderas con diversos artistas reconocidos, tales como Pusho, Farruko y Almighty. Sin embargo, más adelante se calmaron los problemas entre los mencionados músicos.

### Pina Records (2016-2017)
En el 2016, El Sica firmó contrato con Pina Records, pero su reconocimiento llegaría en el 2017 cuando hizo su famoso tema «Freestyle Flow 3015», en el que le tiraba de forma creativa a tres artistas de la nueva generación Bryant Myers, Lary Over y Bad Bunny.
Luego, en el 2018 El Sica estrenaría su álbum Archivos perdidos del Sica, con doce canciones, en las cuales colaboraron Lil Santana, Anonymous y Almighty, entre otros. En ese mismo año anunció que se volvería a retirar definitivamente de la música urbana para dedicarse a predicar.

### Regreso a la música urbana (2020-actualidad)
En 2020, después de un año en silencio, vuelve a la escena musical con el sencillo «Vacíos», un tema completamente cristiano. En ese mismo año anunció que ahora se haría llamar por nombre de nacimiento, Christian Ponce, siendo invitado a diversos proyectos musicales como M.E.M.E. de Alex Zurdo, Uno de Funky, Redimi2 y Álex, entre otros sencillos como «Tú me hiciste Free Style»  «Yo tengo una voz» junto a Almighty, y «Como quiero».
En 2022, lanzó su primer álbum de corte cristiano titulado Teofanía. En 2023, participó en el primer proyecto de música cristiana del productor Boy Wonder CF titulado Chosen Few Fe, interpretando un verso en la canción «Despierto», junto a Wise The Golden Pen, Darkiel, Almighty y Natán El Profeta.

## Polémicas
En 2015, apareció en una entrevista junto a Héctor Delgado, Julio Ramos y Jomar Quiñones, conocidos artistas de música urbana que habían comenzado su camino en el cristianismo. Más tarde, Christian volvería a la música secular bajo su antiguo seudónimo, lo que Héctor lamentaría, sin embargo, expresó que respetaba su decisión. A este retroceso, un predicador expresó que Christian moriría si seguía en ese camino de ser "El Sica", expresiones que utilizó el rapero Almighty para su canción «Falso profeta» dedicada al Sica, lo que iniciaría una rivalidad y guerra musical entre ambos artistas. Al año siguiente, arreglarían sus diferencias para crear música nueva.
En ese tiempo, se le preguntó a Christian en una entrevista "¿por qué no hacía como Aposento Alto o Manny Montes?", refiriéndose a componer música cristiana urbana, a lo que respondió que "esa música no edifica". A esta opinión, el rapero Manny Montes le contestaría por una canción, «Manso pero no menso», y El Sica respondería que "Manny Montes es un charlatán". En aquel momento, otros exponentes también expresaron su desacuerdo con Ponce, como los raperos Henry G, Funky, Dr. P y Maso el Presidente. Sin embargo, la decisión de hacer música urbana cristiana no era considerada correcta por el artista. Pero no sería esta la única vez que artistas cristianos le expresarían a Ponce que utilizara su talento con mensajes que aporten valores a los jóvenes, entre ellos, Redimi2 y Álex Zurdo. Después de esto, en 2019, se filtraría una versión del sencillo de Bryant Myers llamado «Ganga» donde aparecía El Sica rapeando, sin embargo, él desmintió que fuese reciente, que solo eran versos antiguos que no fueron lanzados, pero ahora acomodados en un nuevo instrumental.
En 2020, Funky y Manny Montes hacían su reencuentro luego de una década del concierto "Cara a Cara Tour", y decidieron hacer un canal para hablar de música con algunos invitados. En el primer episodio, invitaron a Christian Ponce y aclararon muchos de estos temas, además, se pidieron mutuas disculpas por los malentendidos. Incluso, llegaron a colaborar en nuevas canciones juntos.
Luego del estreno del sencillo «Yo tengo una voz», el cual, vendría a ser un reto en redes sociales para encontrar participantes para una remezcla, siendo estos Alex Zurdo, Redimi2, Funky, Indiomar, Musiko y Gaona, pero supuestamente esta nueva versión no contaría con la participación de Almighty, y este aparentemente no lo sabía. Almighty hizo una serie de videos en su Instagram arremetiendo contra Ponce por haberle sacado de la canción. Christian expresó que en ese momento, Almighty no estaba representando lo que él ahora representaba, es decir, a Jesucristo, haciendo énfasis porque Almighty estaba haciendo nuevamente música secular. Sin embargo, la canción aparecería como «El nuevo tratado» en Teofanía con un nuevo ritmo y los mismos colaboradores anunciados previamente.

## Discografía
- 2015: Prueba Académica (Mixtape)
- 2017: Archivos Perdidos del Sica
- 2022: Teofanía
- 2024: I Am Christian
- 2025: Metanoia

## Premios y reconocimientos

### Premios Tu Música Urbano
| Año  | Categoría                          | Por                                                                                       | Resultado | Ref.   |
| ---- | ---------------------------------- | ----------------------------------------------------------------------------------------- | --------- | ------ |
| 2023 | Top Artista Cristiano / Espiritual | Christian Ponce                                                                           | Nominado  | [ 53 ] |
| 2023 | Top Canción Cristiana / Espiritual | «100 x 35» (Redimi2 con Alex Zurdo, Gabriel EMC, Christian Ponce, Joeky Santana, Borrero) | Nominado  | [ 53 ] |